# Pink Champagne
Pink Champagne var ett svenskt feministiskt punkband från Stockholm med fyra kvinnor i bandet: Stina Berge, Ann Carlberger, Karin Jansson och Gunilla Welin. De släppte två LP-skivor, Vackra pojke! (1981) och Kärlek eller ingenting (1983), innan bandet upplöstes.
Alldeles i början hade Pink Champagne ett annat namn: Kasern 9, och då var även Kajsa Grytt medlem i bandet en kort tid. Grytt blev senare frontfigur i bandet Tant Strul, som blev det ledande kvinnliga punkbandet i Sverige då Pink Champagne splittrats. Pink Champagne delade replokal med Ebba Grön och var en gång förband till Ebba Grön. På deras första LP Vackra Pojke medverkade Joakim Thåström: han producerade LP:n och var också med och sjöng.
Dessutom medverkade Mats Glenngård på fiol.
Efter bandets upplösning flyttade Karin Jansson och Ann Carlberger till Australien där Jansson blev partner till Steve Kilbey, vokalist i bandet The Church, och hon var också med och skrev The Church's hit Under the Milky Way år 1988.  Carlberger blev partner till Marty Willson-Piper, gitarrist i The Church.
År 1990 släppte Ann Carlberger först en singel, The Crowd, och sedan en LP/CD, Hidden Treasures.
Stina Berge började spela solo år 2005, och år 2008 släppte hon sin första soloalbum Stina & Kärleken. År 2010 kom hennes andra album, STINA, även kallat "Pärlplattan".
Karin Jansson och Steve Kilbey fick tvillingarna Elektra och Miranda Kilbey. De bildade bandet Say Lou Lou som slog igenom 2012.
Ann Carlberger tog 2022 över som sångare i punkbandet Mögel.

## Diskografi
Album
- 1982 - Vackra Pojke!
- 1983 - Kärlek Eller Ingenting

Singlar
- 1980 - Stålmannen (Kvinnan) / Särskild Sort / Söndagsskolehyckel
- 1981 - Farligt Väder / Alternativa
- 1982 - Godnatt Lilla Mamma / Sträcker Ut Handen
- 1983 - Den Sista Cigaretten / Du Håller Mig Vaken